# Oratorio di Nostra Signora Assunta (Rossiglione)
L'oratorio di Nostra Signora Assunta è un luogo di culto cattolico situato nella borgata di Rossiglione Inferiore, in vico Casaccia, nel comune di Rossiglione nella città metropolitana di Genova.

## Storia e descrizione
L'oratorio venne citato nella visita apostolica del vescovo di Viterbo monsignor Carlo Montigli del 1585 e la sua confraternita dei Disciplinanti fu attiva fino alla soppressione nel 1805 voluta dal Primo Impero francese.
Gli antichi arredi interni - tra i quali apparati processionali e oggetti liturgici - furono in seguito dispersi poiché l'edificio una volta sconsacrato fu venduto a privati che lo utilizzarono come magazzino. Intorno agli anni ottanta del XX secolo l'edificio fu restaurato, in particolare la cinquecentesca facciata nella quale sono conservati alcuni cicli di affreschi del pittore Andrea Semino del 1586.
L'affresco rappresenta la storia della Vergine e di Gesù tra le quali la Nascita della Vergine, l'Assunzione, l'Ultima Cena, la Lavanda dei piedi, il Bacio di Giuda e l'arresto di Gesù, l'Orazione nell'Orto e Gesù davanti a Pilato.